# فیلم باب‌اسفنجی: جستجوی شلوارمکعبی
فیلم باب‌اسفنجی: در جستجوی شلوارمکعبی (به انگلیسی: The Spongebob Movie: Search for SquarePants) فیلمی پویانمایی کمدی ماجراجویی آمریکایی است که بر اساس مجموعه تلویزیونی باب‌اسفنجی شلوارمکعبی خلق شده توسط استیون هیلنبرگ، ساخته می‌شود. درک درایمون، که از کارآزموده‌های مجموعه به شمار می‌آید، کارگردانی فیلم را برعهده دارد و صداپیشگان اصلی مجموعه به همراه مارک همیل در فیلم حضور دارند. داستان فیلم درباره باب‌اسفنجی است که به اعماق اقیانوس سفر می‌کند تا با داچمن پرنده مبارزه کند. این فیلم چهارمین فیلم سینمایی بر اساس این مجموعه است و پس از فیلم اول که در سال ۲۰۰۴ منتشر شد، فیلم دوم در سال ۲۰۱۵ و فیلم سوم در سال ۲۰۲۰ منتشر خواهد شد.
توسعه چهارمین فیلم اصلی باب‌اسفنجی از فوریه ۲۰۲۲ آغاز شده بود. تا آوریل ۲۰۲۳، درایمون برای کارگردانی این فیلم استخدام شد. در جولای ۲۰۲۴، مارک همیل در طی کامیک-کان سن دیگو با حضور غافلگیرکننده ای اعلام کرد که نقش داچمن پرنده را در این فیلم ایفا خواهد کرد و جایگزین برایان دویل-موری، که صداپیشگی این شخصیت را در مجموعه بر عهده داشت، شده است.
باب‌ اسفنجی: در جستجوی شلوارمکعبی قرار است توسط پارامونت پیکچرز در ایالات متحده در ۱۹ دسامبر ۲۰۲۵ اکران شود.

## پیش‌فرض
این فیلم درباره باب‌اسفنجی است که به اعماق اقیانوس سفر می‌کند تا با داچمن پرنده روبرو شود.

## صداپیشگان
- تام کنی در نقش باب‌اسفنجی شلوارمکعبی[۲]
- کلنسی براون در نقش آقای خرچنگ[۳]
- راجر بومپاس در نقش اختاپوس هشت‌پا[۴]
- بیل فاگرباکی در نقش پاتریک ستاره[۵]
- کارولین لارنس در نقش سندی چیکس[۶]
- مستر لارنس در نقش پلانکتون و کارن[۷]
- مارک همیل در نقش داچمن پرنده[۸]

## تولید
در فوریه ۲۰۲۲، به‌طور رسمی تأیید شد که یک فیلم سینمایی چهارم از باب‌اسفنجی شلوار مکعبی در حال توسعه است. در آوریل ۲۰۲۳، در پنل سینماکان پارامونت پیکچرز، اعلام شد که نام این فیلم، فیلم باب‌اسفنجی: جستجوی شلوارمکعبی خواهد بود و درک درایمون به عنوان کارگردان این فیلم انتخاب شده است. در آوریل ۲۰۲۴، گزارشی منتشر شد که نشان می‌دهد صداپیشگان اصلی نمایش شامل تام کنی، کلنسی براون، راجر بومپاس، بیل فاگرباکی، کارولین لارنس و مستر لارنس دوباره نقش‌های خود را ایفا خواهند کرد. همچنین پم بردی و لیزا استوارت به عنوان تهیه‌کنندگان این فیلم معرفی شدند. در کنفرانس کامیک-کان سن دیگو در جولای ۲۰۲۴، مارک همیل اعلام کرد که نقش داچمن پرنده را ایفا خواهد کرد و جایگزین برایان دویل-موری، صداپیشه کهنه‌کار این شخصیت از مجموعه، شده است.

## انتشار
باب‌ اسفنجی: در جستجوی شلوارمکعبی قرار است در ۱۹ دسامبر ۲۰۲۵ به طور رسمی اکران شود و توسط پارامونت پیکچرز توزیع خواهد شد. این فیلم قبلاً برای ۲۳ می ۲۰۲۵ برنامه‌ریزی شده بود، اما به دلیل اعتصابات ۲۰۲۳ سگ-افترا، این تاریخ به ۱۹ دسامبر ۲۰۲۵ منتقل شد و مأموریت: غیرممکن - روزشمار نهایی تاریخ می ۲۰۲۵ را به خود اختصاص داد.